# Hypomecis corticea
Boarmia corticea là một loài bướm đêm trong họ Geometridae.